# Ћелијски зид
Ћелијски зид је чврсти, јединствен омотач који опкољава и штити плазмамембрану сваке биљне ћелије, док га животињске ћелије не поседују. Изграђен је од полисахарида, али је слојевит, влакнаст, еластичан, савитљив и изузетне чврстине. Преко зидова се ћелије везују у сложена ткива, при чему је остављена могућност комуникације међу ћелијама преко каналића названих плазмодезме. Неке супстанце ћелијски зид пропушта, а другима не омогућава улазак у ћелију. Ћелијски зидови су одсутни код животиња, али су присутни код већине других еукариота укључујући алге, гљиве и биљке и код већине прокариота (осим моликутских бактерија). Главна функција је да делују као посуде под притиском, спречавајући прекомерно ширење ћелије када вода уђе.
Састав ћелијских зидова варира између таксономске групе и врсте и може зависити од типа ћелије и развојне фазе. Примарни ћелијски зид копнених биљака се састоји од полисахарида целулозе, хемицелулозе и пектина. Често су други полимери као што су лигнин, суберин или кутин усидрени или уграђени у зидове биљних ћелија. Алге поседују ћелијске зидове направљене од гликопротеина и полисахарида као што су карагенан и агар који недостају у копненим биљкама. У бактеријама, ћелијски зид се састоји од пептидогликана. Ћелијски зидови археја имају различите саставе и могу бити формирани од S-слојева гликопротеина, псеудопептидогликана или полисахарида. Гљиве поседују ћелијске зидове направљене од N-ацетилглукозаминског полимера хитина. Необично је да дијатомеје имају ћелијски зид састављен од биогеног силицијум диоксида.

## Историја
Зид биљне ћелије је први приметио и назвао (једноставно „зид”) Роберт Хук 1665. године. Међутим, „мртви продукт излучивања живог протопласта“ је затим био заборављен скоро три века, будући да је био предмет научног интересовања углавном као ресурс за индустријску прераду или у вези са здрављем животиња или људи.
Године 1804. Карл Рудолфи и Ј.Х.Ф. Линк је доказао да ћелије имају независне ћелијске зидове. Раније се сматрало да ћелије деле зидове и да течност између њих пролази на овај начин.
Начин формирања ћелијског зида био је контроверзан у 19. веку. Хуго фон Мол (1853, 1858) је заступао идеју да ћелијски зид расте апозицијом. Карл Нагели (1858, 1862, 1863) је веровао да је раст зида у дебљини и површини био последица процеса који се назива интусусцепција. Свака теорија је унапређена у наредним деценијама: теорија апозиције (или ламинације) доприносима Едуарда Стразбургера (1882, 1889) и теорија интусусцепције радом Јулијуса Визнера (1886).
Године 1930. Ернст Манч је сковао термин апопласт како би одвојио „живи” симпласт од „мртвог” региона биљака, од којих је последњи обухватао ћелијски зид.
До 1980-их, неки аутори су предложили замену израза „ћелијски зид“, посебно када је коришћен за биљке, прецизнијим термином „екстрацелуларни матрикс“, који се користи за животињске ћелије,‍:168 али су други преферирали старији термин.

## Својства
Ћелијски зидови служе сличној сврси код оних организама који их поседују. Они могу да дају ћелијама крутост и снагу, нудећи заштиту од механичког стреса. Хемијски састав и механичка својства ћелијског зида су повезани са растом и морфогенезом биљних ћелија. У вишећелијским организмима, они дозвољавају организму да изгради и задржи одређени облик. Ћелијски зидови такође ограничавају улазак великих молекула који могу бити токсични за ћелију. Они даље дозвољавају стварање стабилног осмотског окружења тако што спречавају осмотску лизу и помажу у задржавању воде. Њихов састав, својства и облик могу да се мењају током ћелијског циклуса и зависе од услова раста.

### Крутост ћелијских зидова
У већини ћелија, ћелијски зид је флексибилан, што значи да ће се савијати уместо да држи фиксни облик, али има значајну затезну чврстоћу. Привидну крутост примарних биљних ткива омогућавају ћелијски зидови, али није због крутости зидова. Хидраулични тургорски притисак ствара ову крутост, заједно са структуром зида. Флексибилност ћелијских зидова се види када биљке вену, тако да стабљике и листови почну да клону, или код морских алги које се савијају у воденим струјама. Како објашњава Џон Хауленд: 
Замислите зид ћелије као плетену корпу у којој је балон надуван тако да врши притисак изнутра. Таква корпа је веома чврста и отпорна на механичка оштећења. Тако прокариотска ћелија (и еукариотска ћелија која поседује ћелијски зид) добија снагу од флексибилне плазмене мембране која притиска чврсти ћелијски зид.
Привидна крутост ћелијског зида је стога резултат надувавања ћелије која се налази у њој. Ова инфлација је резултат пасивног узимања воде.
У биљкама, секундарни ћелијски зид је дебљи додатни слој целулозе који повећава крутост зида. Додатни слојеви могу бити формирани лигнином у ћелијским зидовима ксилема, или суберином у ћелијским зидовима плуте. Ова једињења су чврста и водоотпорна, чинећи секундарни зид крутим. Дрво и ћелије коре дрвећа имају секундарне зидове. Други делови биљака, као што је стабљика листа, могу добити слично ојачање да би се одупрли напрезању физичких сила.

### Пермеабилност
Примарни ћелијски зид већине биљних ћелија је слободно пропустљив за мале молекуле укључујући мале протеине, са искључењем величине процењеном на 30-60 .  је важан фактор који управља транспортом молекула кроз ћелијске зидове.

## Образовање ћелијског зида
Формирање ћелијског зида отпочиње у касној анафази. Први знак његовог образовања јесте појава фрагмопласта (преграда). Он се јавља између две кћерке ћелије у зони екваторијалне равни. У тај део ћелије, затим доспевају цистерне и везикуле које се одвајају од ендоплазматичног ретикулума и диктиозома. Спајањем тих цистерни и везикула настаје средња ламела. Средња ламела поседује каналиће, плазмодезме, преко којих две новонастале кћерке ћелије комуницирају између себе. Са сваке стране средње ламеле новонастале ћелије почињу да стварају примарни ћелијски зид и да расту. Функција примарног зида је да омогући раст ћелије и да јој у исто време обезбеди чврстину и потпору. Млади, тек формирани ћелијски зид садржи малу количину целулозе. Кад ћелија престане да расте, зид почиње да се услојава, шири и ојачава. Тада се на већ постојећи примарни зид додају нови слојеви, који садрже много већи проценат целулозе. Такав зид се назива секундарни ћелијски зид. Онај слој секундарног зида који је најдаљи од плазма мембране, а најближи је примарном зиду означен је као С1, затим следи С2, па С3 уз саму плазма мембрану. Често је слој С2 најдебљи и он одређује механичку чврстоћу. Граница између примарног и секундарног зида није оштра тако да је тешко рећи где престаје примарни, а где почиње секундарни зид. Основне разлике између ова два зида су у томе што је секундарни зид вишеслојан (примарни је једнослојан) и садржи много целулозе. Секундарни зид приликом свог развоја задржава већ поменуте плазмодезме, а затим се формирају јамице које представљају сачуван примарни зид са много плазмодезми.